# Funículo espermático
O cordão espermático ou funículo espermático é a estrutura formada pelo epidídimo e os tecidos que o circulam que correm desde o abdômen até o testículo.
Especificamente, estende-se da extremidade superior da borda do testículo ao ângulo inguinal profundo, local em que seus elementos tomam caminhos diferentes. O esquerdo é maior, mais longo do que o direito, desse modo, o testículo esquerdo está em uma posição mais baixa do que o outro. O funículo espermático é composto por artérias, veias, vasos linfáticos e nervos, além do ducto deferente.

## Conteúdos do cordão espermático
- artérias: artéria testicular, artéria do ducto deferente, artéria cremastérica
- nervos: ramo genital do nervo genitofemoral, nervo para o músculo cremaster, nervos do sistema nervoso simpático
- ducto deferente
- plexo pampiniforme
- vasos linfáticos
- Veias que drenam os testículos e conduzem a testosterona para a circulação.